# سيدني دي باريس
سيدني دي باريس (بالإنجليزية: Sidney De Paris)‏ هو عازف جاز أمريكي، ولد في 30 مايو 1905 في كروفوردسفيل في الولايات المتحدة، وتوفي في 13 سبتمبر 1967 في نيويورك في الولايات المتحدة.

## وصلات خارجية
- سيدني دي باريس على موقع IMDb (الإنجليزية)
- سيدني دي باريس على موقع ميوزك برينز (الإنجليزية)
- سيدني دي باريس على موقع أول ميوزيك (الإنجليزية)
- سيدني دي باريس على موقع ديسكوغز (الإنجليزية)